# Himantopus
Himantopus là một chi chim trong họ Recurvirostridae.

## Danh sách loài
- Himantopus himantopus
- Himantopus leucocephalus
- Himantopus mexicanus
- Himantopus novaezelandiae